# Lena Sadler
Lena Celestia Kellogg Sadler (Calhoun, Michigan, 9 de juny de 1875 — Chicago, Illinois, 8 d'agost de 1939) va ser una metgessa, cirurgiana i obstetra, líder en temes sobre la salut de la dona.

## Primers anys
Lena Kellogg va néixer al Comtat de Calhoun, Míchigan el 9 de juny de 1875.

## Assoliments
Va assistir a un obstetra en Columbus Hospital i l'Hospital Infantil Memorial, companya del Col·legi Americà de Cirurgians, Associació Mèdica Nord-americana, Metgessa de la Dona de l'Associació Internacional, Directora Associada, Institut de Recerca i Diagnòstic de Chicago; cooperant en la fundació de l'Associació de Dones Mèdiques d'Amèrica, (secretària, 1925-1926 i presidenta, 1934), Club de Dones a Illinois Federation, va ser presidenta en el Departament de Salut Pública i Benestar Infantil l'any 1926, secretària en 1924-1925 i després presidenta del Consell de la Dona Mèdic de Chicago. Va estar en la Societat Mèdica de l'Estat d'Illinois, Club Chicago de la dona, i finalment en la Federació Americana de Soroptimistes i la dona de Lakeview club.

### Educació i vida personal
Després de completar la seva educació literària, va ensenyar durant dos anys i després va prendre la professió d'infermeria. Va ser en l'exercici d'estudis professionals com una infermera que va conèixer al seu espòs, William Samuel Sadler, i es van casar en 1897. Després del seu matrimoni, l'interès actiu que tots dos havien pres en matèria de salut van tornar la seva atenció cap a la professió de la medicina. Tots dos van continuar els seus estudis de medicina en conjunt i es va graduar amb honors en l'American Medical Missionary College (Universitat de l'Estat d'Illinois) en 1906. Van tenir un fill que va néixer en 1907, anomenat William Samuel Sadler, Jr. Va ser una de les molts activistes que van treballar diligentment per reconèixer les contribucions de les dones com a professionals en el camp mèdic i científic.
Durant vint anys, Lena i el seu espòs William van treballar en les labors de rescat de missió per Seventh-day Adventist Missions a Chicago i San Francisco. Lena es va concentrar en ministrar a les dones detingudes a les presones de Chicago. Ella i la seva família van recórrer el Circuit Redpath Chautauqua anualment, donant una conferència sobre la salut. Sadler, acompanyada per la seva família, va viatjar a París per a estudis de postgrau en 1928.
En la dècada del 1920 els esposos Sadler van convocar un grup d'amics a la seva casa que amb el temps va arribar a ser conegut com el Fòrum, el grup que va rebre els documents que van formar el Llibre de Urantia.
En aquesta mateixa època va preparar una història de dones mèdiques a Illinois i va dirigir l'estudi de les comares de Chicago sota els auspicis del Departament de Salut de Chicago. Com a presidenta de Benestar Infantil de la Federació d'Illinois de Clubs de Dones en 1925 i 1926, va tenir un paper decisiu a dur a terme treball de cooperació entre les quatre grans organitzacions de l'Estat: la Illinois State Medical Society, la Societat Estatal d'Illinois Dental, l'Estat Departament de Salut Pública, i els Clubs de Dones d'Illinois Federació, en un projecte de salut unificat per a l'Estat. Com a Presidenta d'Estat de Salut Pública i Benestar del Nen, va posar l'accent en la salut pública pels adults com pels nens. En un article en el Chicago Tribune del 22 de gener de 1928, titulada "Woman's Club Annals Reveal Service to City", "Una font igual d'orgull amb aquest registre incomplet, en els cercles del club, pot veure la llista de membres prominents dels anys anteriors i que inclou a la senyora J. Paul Bueno, el Dr. Lena Sadler, Jane Adams..."
Bertha Van Hoosen, el Cirurgià Míchigan Petticoat, recorda: "En 1892, Chicago i la pràctica de la medicina eren tan nous per a mi que ni tan sols era conscient de la lluita que les dones mèdics es donaven al moment de la representació en la World Columbian Fair. Quan la Hackett Sarah Stevenson va descobrir que a les dones mèdiques no se'ls permetia participar majoritàriament en totes les fires, va reunir les seves forces i va aconseguir adquirir l'exhibició estatal de l'Hospital de la dona. Edifici en el qual les
dones mèdiques van donar els primers auxilis i milers de pacients tractats. Quaranta anys més tard, quan els arranjaments per al Segle del Progrés s'havien completat, els mèdics dones van ser excloses de nou. En protesta, la doctora Lena Sadler va dir “em vaig dirigir a la gestió, per la representació i l'espai de l'exposició en el Hall of Science. Se'ns va dir que, com no hi havia hagut cap acord per a una exposició sobre Higiene de la Mare, podíem presentar una sol·licitud d'aquest tipus d'exposicions. No obstant això, hi havia una dotzena de sol·licituds per a l'espai, i si ho volíem, havíem de competir per presentar un model perfecte d'una exhibició d'higiene maternal amb totes les especificacions. Amb l'ajuda d'un grup organitzat a tot córrer, les dones de ciències mèdiques, dentals i dels seus aliats, presentem un model tan fascinant que ens van donar l'espai...” "El finançament és més difícil. Tan difícil que el Dr. Sadler i jo ens trobem gairebé en solitari en el projecte El meu programa democràtic, havíem de recollir un dòlar cada dona de la ciència mèdica, dental i dels seus aliats als Estats Units però el Sadler va dir: 'No, això és un llarg i dur treball. Anirem a Lane Bryant i demanarem que els permetin exhibir els seus vestits de maternitat. Aniré a Vanta, i després a la cotilla maternitat Camp. Aquestes empreses han de pagar 500 dòlars pel privilegi d'exhibir els seus productes ... per a la meva sorpresa, el pla de Sadler ens va portar 6000 dòlars en un parell de setmanes perquè l'Associació mèdica, Dental i Afins Ciències de la Dona per al Segle del Progrés va ser capaç de patrocinar i proporcionar un stand sobre Higiene materna en el Saló de la Ciència, un lloc en la Història de la Dona en Medicina a la Sala de la Ciència Social i un stand dedicat al benestar de la infància a l'Illa de l'Encant".

## Obres publicades
Autora de Com alimentar al bebè, i coautora de diversos llibres, com La veritat sobre la sanació mental, La dona i la llar i La mare i el seu fill entre d'altres. Va contribuir en nombrosos articles de salut per a les revistes més importants.